# Przęsocin
Przęsocin (do 1945 niem. Neuendorf) – wieś w Polsce położona na Płaskowzgórzu Przęsocińskim w województwie zachodniopomorskim, w powiecie polickim w gminie Police przy granicy miasta Szczecin. Miejscowość jest usytuowana na Wzgórzach Warszewskich na skraju Puszczy Wkrzańskiej. W okolicy wsi płynie Przęsocińska Struga i Grzybnica.

## Historia

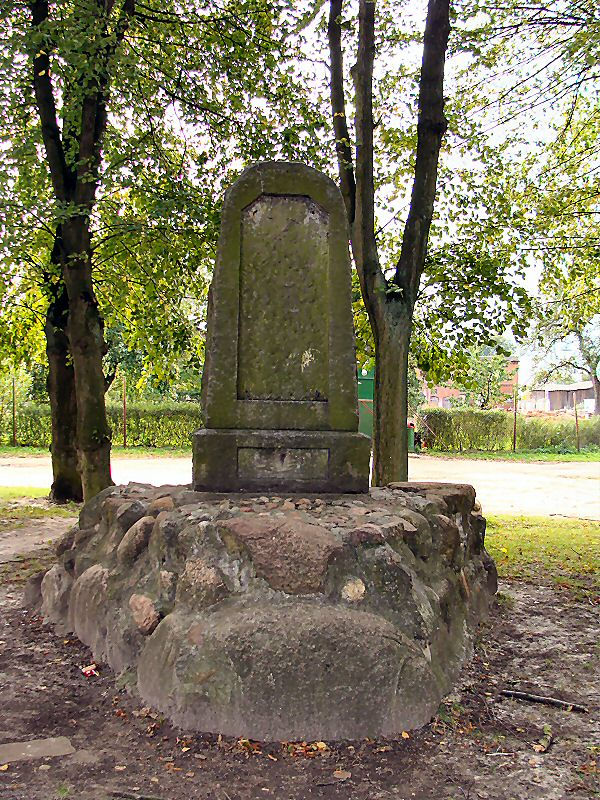
Pomnik poległych w I wojnie światowej

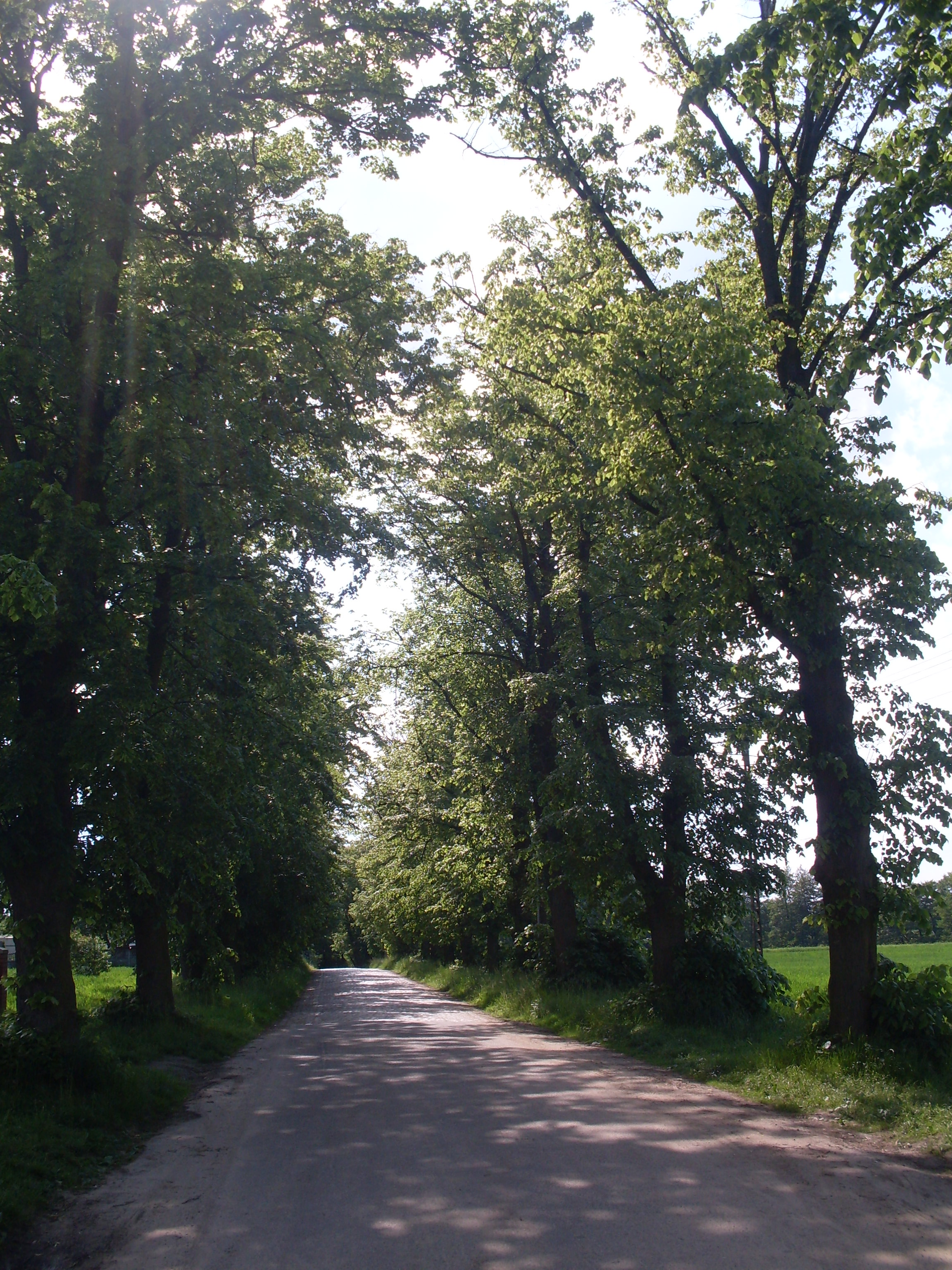
Lipy przy ul. Kościelnej

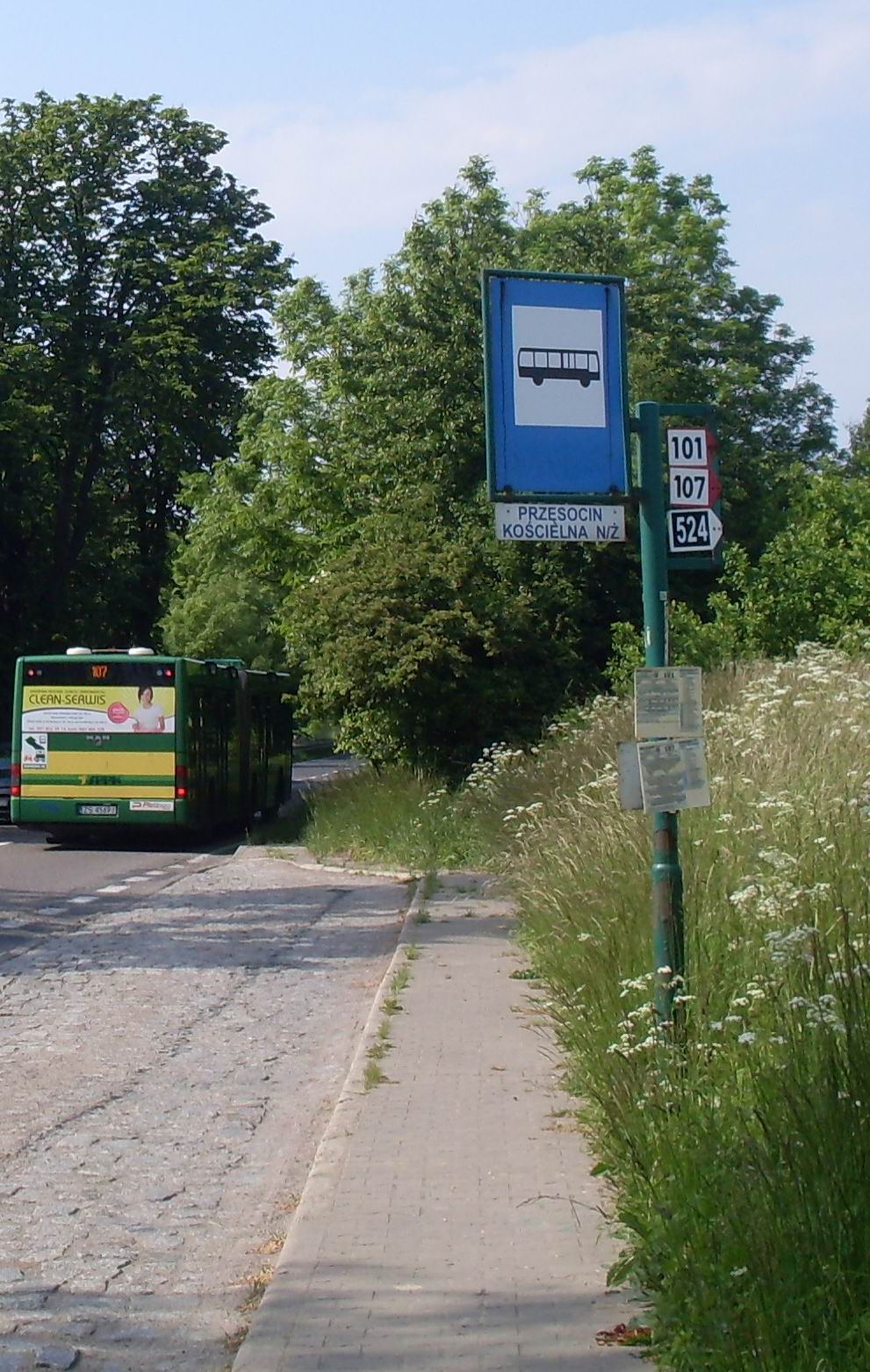
Przystanek autobusowy Przęsocin Kościelna nż

### Przynależność polityczno-administracyjna
- 1815–1866: Związek Niemiecki, Królestwo Prus, prowincja Pomorze
- 1866–1871: Związek Północnoniemiecki, Królestwo Prus, prowincja Pomorze
- 1871–1918: Cesarstwo Niemieckie, Królestwo Prus, prowincja Pomorze
- 1919–1933: Rzesza Niemiecka (Republika Weimarska), kraj związkowy Prusy, prowincja Pomorze
- 1933–1945: III Rzesza, prowincja Pomorze
- 1945–1952: Rzeczpospolita Polska (Polska Ludowa), województwo szczecińskie
- 1952–1975: Polska Rzeczpospolita Ludowa, województwo szczecińskie
- 1975 - 1989: Polska Rzeczpospolita Ludowa, województwo szczecińskie
- 1989 - 1998: Rzeczpospolita Polska, województwo szczecińskie
- 1999 Rzeczpospolita Polska, województwo zachodniopomorskie, powiat policki, gmina Police

### Zabytki
W miejscu rozebranego drewnianego kościoła wzmiankowanego po raz pierwszy w 1286 roku, w roku 1493 wybudowano zachowany do dziś późnogotycki granitowy kościół rzymskokatolicki pw. NMP.

## Przyroda, ochrona środowiska
Wieś jest otoczona lasami Puszczy Wkrzańskiej i terenami rolniczymi.
Występuje tu typowa dla regionu roślinność leśna i segetalna, np. buk zwyczajny, sosna zwyczajna, żarnowiec miotlasty, babka zwyczajna i babka lancetowata. W okolicy znajdują się obszary źródliskowe Przęsocińskiej Strugi, Grzybnicy, Przemszy i Kiernika. Wzdłuż ulic Centralnej i Kościelnej rosną stare lipy. Wśród fauny - m.in. bocian biały.

## Turystyka
Przez okolice Przęsocina prowadzi  czerwony pieszy Szlak "Ścieżkami Dzików" a ulica Kościelna stanowi odcinek  szlaku "Przez Las Arkoński i Wzgórza Warszewskie".

## Komunikacja

### Drogi
Ulica Szczecińska łącząca Police (ul. Asfaltowa) z osiedlem Bukowo w Szczecinie (Szosa Polska) stanowi główną arterię komunikacyjną wsi. Zachodnia część zabudowy jest skupiona wzdłuż czterech bocznych ulic - Centralnej, Kościelnej, Szkolnej i Wiejskiej.

#### Bezpieczeństwo na drodze
Na ul. Szczecińskiej znajdują się dwa zakręty i przejścia dla pieszych. Drogę przecinają dwa piesze szlaki PTTK.

### SPPK Police
Miejscowość ma połączenia komunikacyjne świadczone przez Szczecińsko-Polickie Przedsiębiorstwo Komunikacyjne. Kursują tu autobusy miejskich linii:
- 101 do osiedla Jasienica w Policach przez Police - Mścięcino i Rynek Starego Miasta w Policach
- 101 do Placu Rodła w Szczecinie przez osiedle Bukowo w Szczecinie
- 107 do Nowe Miasto w Policach przez Police - Mścięcino i Stare Miasto w Policach
- 107 do Placu Rodła w Szczecinie przez osiedle Bukowo w Szczecinie
- 524 (nocna) do przystanku Pomorzany Dobrzyńska w Szczecinie przez osiedle Bukowo w Szczecinie i Plac Rodła w Szczecinie
- 524 (nocna) do przystanku Police Zajezdnia przez Rynek Starego Miasta w Policach